# 橘家圓喬
橘家圓喬（たちばなや えんきょう）は落語の三遊派の名跡。
- 初代山松亭圓喬 - 最初は船遊亭扇橋（何代目の扇橋か不明）の門下で花扇（ないし岩橋）、後に初代三遊亭圓生の門下で初代圓喬（ないし圓橋）を名乗る。亭号はわかっていないが山松亭、三遊亭、立花屋、司馬等とした資料があり錯綜している。
- 2代目山松亭圓喬 - 初代の実子。実父の門下で岩生、後に2代目襲名。後に廃業し、茶屋を経営した。
- 3代目橘家圓喬 - 後の4代目三遊亭圓生。
- 4代目 橘家圓喬 - 最も著名。

6代目朝寝坊むらくが三遊亭圓喬として名乗っていたが無断に名乗ったので代数に数えられていない。
「橘家圓喬」の名跡はその後、3代目三遊亭小圓朝が預かっていたが、襲名することなく没し、現在は空き名跡となっている。
現在、同じ読みの「月の家圓鏡」が存在するために今後襲名されるか不明。